# حكيم أدي
حكيم أدي (بالإنجليزية: Hakim Adi)‏ هو كاتب ومؤرخ وبروفيسور بريطاني، ولد في 12 يونيو 1957.